# Парламентские выборы на Гренаде (2018)
Парламентские выборы 2018 года на Гренаде прошли 13 марта.

## Избирательная система
15 депутатов Палаты представителей парламента Гренады избираются по системе относительного большинства в одномандатных избирательных округах.

## Результаты
| Партия                                             | Голоса | %     | Места | +/-   |
| -------------------------------------------------- | ------ | ----- | ----- | ----- |
| Новая национальная партия                          | 33 786 | 58,91 | 15    | 0     |
| Национально-демократический конгресс               | 23 243 | 40,53 | 0     | 0     |
| Гренадское прогрессивное движение                  | 87     | 0,15  | 0     | новая |
| Либеральная партия                                 | 49     | 0,09  | 0     | новая |
| Гренадская партия возрождения                      | 44     | 0,08  | 0     | 0     |
| Партия прогресса                                   | 42     | 0,07  | 0     | новая |
| Гренадское движение расширения прав и возможностей | 25     | 0.04  | 0     | новая |
| Объединённое патриотическое движение Гренады       | 10     | 0,02  | 0     | 0     |
| Независимые                                        | 68     | 0,10  | 0     | 0     |
| Недействительных/пустых бюллетеней                 | 267    | -     | -     | -     |
| Всего                                              | 57 621 | 100   | 15    | 0     |
| Зарегистрированных избирателей/Явка                | 78 236 | 73,65 | -     | -     |
| Источник: Caribbean Elections                      |        |       |       |       |